# Bundesautobahn 659
Pour les articles homonymes, voir A659 et Autoroute A659.
La Bundesautobahn 659 est une Bundesautobahn dans les Länder de Bade-Wurtemberg et de Hesse.